# Сигулдский край
Си́гулдский край (латыш. Siguldas novads) — административно-территориальная единица в центральной части Латвии, в историко-культурной области Видземе. Край состоит из 7 волостей и города Сигулда, который является центром края. Граничит с Адажским, Саулкрастским, Лимбажским, Цесисским, Огрским и Ропажским краями.

## История
Край был образован 1 июля 2009 года из части расформированного Рижского района. Первоначально включал город Сигулду и 2 волости. В ходе административно-территориальной реформы Латвии 2009 года]] к краю была присоединена Аллажская волость. Площадь края составляла 360,9 км².
В ходе административно-территориальной реформы Латвии 2021 года к краю были присоединены Малпилсская волость из упразднённого Малпилсского края, Инчукалнская волость из упразднённого Инчукалнского края и 2 волости из упразднённого [Кримулдского края. Площадь укрупнённого края составила 1029,78 км².

## Население
На 1 января 2010 года население края составляло 17 779 человек.
Национальный состав населения края по итогам переписи населения Латвии 2011 года распределён таким образом:
| Национальность | Численность, чел. (2011) | %        |
| -------------- | ------------------------ | -------- |
| Латыши         | 14 717                   | 87,97 %  |
| Русские        | 1340                     | 8,01 %   |
| Белорусы       | 209                      | 1,25 %   |
| Украинцы       | 144                      | 0,86 %   |
| Поляки         | 127                      | 0,76 %   |
| Литовцы        | 87                       | 0,52 %   |
| Другие         | 105                      | 0,63 %   |
| всего          | 16 729                   | 100,00 % |

## Территориальное деление
- Аллажская волость (латыш. Allažu pagasts)
- Инчукалнская волость (латыш. Inčukalna pagasts)
- Кримулдская волость (латыш. Krimuldas pagasts)
- Ледургская волость (латыш. Lēdurgas pagasts)
- Малпилсская волость (латыш. Mālpils pagasts)
- Мо́рская волость (латыш. Mores pagasts)
- город Сигулда (латыш. Siguldas pilsēta)
- Сигулдская волость (латыш. Siguldas pagasts)